# Charles-Eugène Delaunay
Charles-Eugène Delaunay (9. dubna 1816, Lusigny-sur-Barse — 5. srpna 1872, Cherbourg-Octeville) byl francouzský astronom. Studoval mechaniku sluneční soustavy a zvláště pohyb Měsíce a jeho vlivy na Zemi. Roku 1870 se stal ředitelem pařížské hvězdárny. Ve stejném roce získal Zlatou medaili Královské astronomické společnosti. O dva roky později se utopil při lodní nehodě nedaleko Cherbourg-Octeville. Jeho jméno je jedním ze 72 jmen na Eiffelově věži.